# Aleksandar Lifka
Aleksandar Lifka (* 1880 in Brassó, Österreich-Ungarn jetzt Rumänien; † 12. November 1952) war ein Filmemacher mit tschechischen Wurzeln.

## Leben

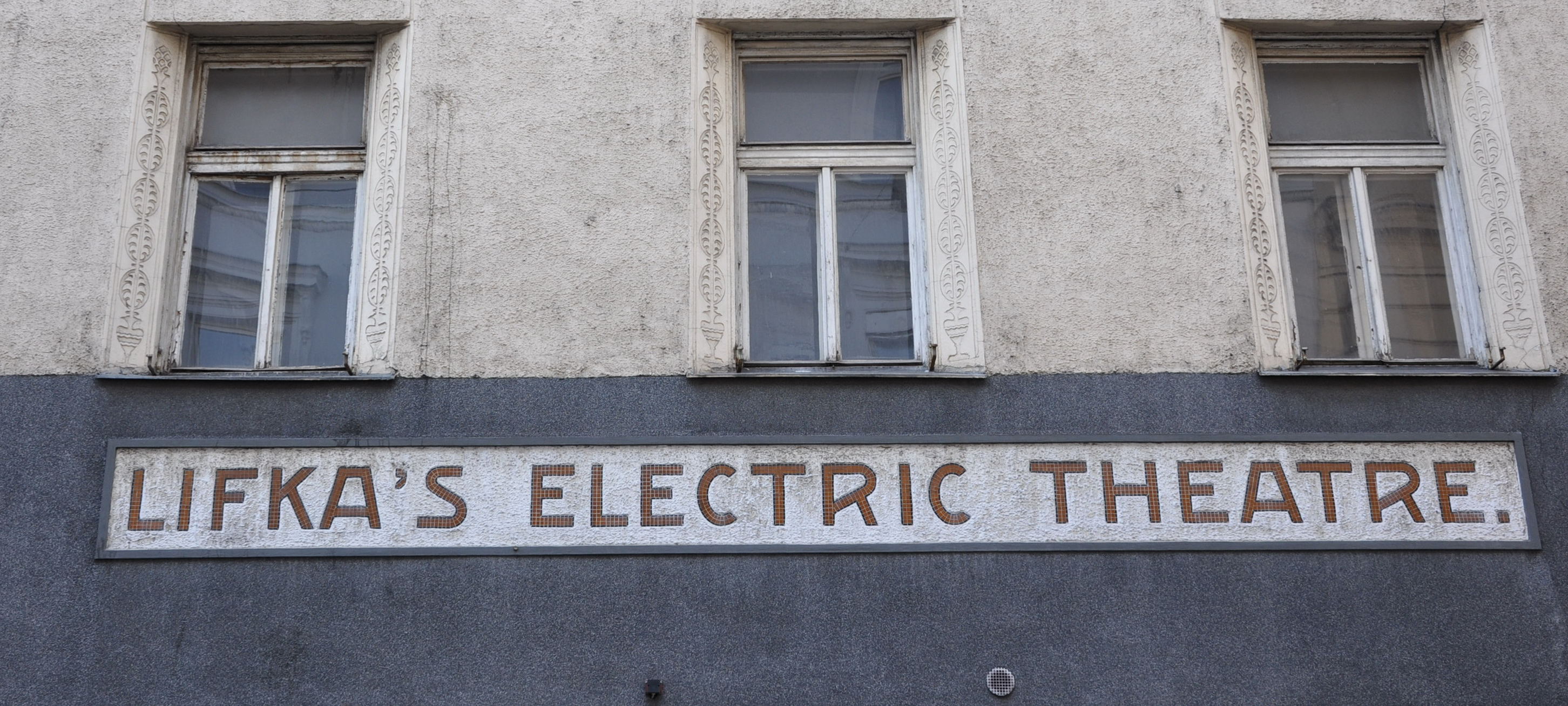
Aufschrift des ehemaligen Lifka Kinos in Linz

Lifka verbrachte seine Kindheit in Zatec und besuchte eine Schule in Prag. Anschließend zog er nach Wien, um dort an der Technischen Hochschule zu studieren. Während seines Studiums experimentierte er mit der Laterna magica. Nach seinem Studium zog er nach Paris und kaufte sich eine Kamera der Firma Pathé. Mit dieser filmte er 1900 im ungarischen Gödöllő den Besuch des Kaisers Franz Joseph.
Nach dem Tod seines Vaters kaufte er mit seinem Bruder Karl Friedrich Lifka ein fahrendes Filmtheater, mit dem sie in Europa umherreisten. Die erste Stadt in der sie ihre Vorführungen gaben, war Trieste in Italien. Danach reisten sie nach Rijeka, Bjelovar, Osijek, Ljubljana, Belgrad, Zemun, Novi Sad und Subotica. Im Jahr 1900 kam er nach Gödöllö, wo er Kaiser Franz Joseph und Kaiserin Elisabeth in ihrer Sommerresidenz traf. In Trieste errichtete sein Bruder ein Zelt mit 460 Plätzen und führte dort die ersten bewegten Bilder vor.
1903 kauften sie ein zweites fahrendes Filmtheater, mit dem sein Bruder  Karl Friedrich Lifka sich nach Österreich begab. Während seiner Reisen filmte Aleksandar Lifka Land und Leute oder politische Versammlungen, erstellte kleine Dokumentarfilme und führte diese auf. Er drehte auch Aktualitätenfilme bzw. Wochenschauen, die unter dem Titel Kinematographischer Bericht der Ereignisse der letzten Woche aufgeführt wurden.
In einer Monografie über Aleksandar Lifka anlässlich der Ausstellung „Lifka (1880–1952)“ heißt es: „Lifka gilt als Schöpfer des Mitteleuropäischen Films, der vor 100 Jahren in der Region Subotica die ersten fest installierten Kinos eröffnete.“
1910 baute er mit seiner Frau Beck Erzsébet die große Halle des Hotels Hungaria in Subotica zum Filmtheater um. Während des Ersten Weltkrieges wurde er für die Filmkriegspresse engagiert, um Kämpfe in Galizien zu filmen. Während der Dreharbeiten wurde er verwundet. Nach dem Krieg ging er wieder nach Subotica und nahm die jugoslawische Staatsbürgerschaft an. Er starb am 12. November 1952. Von seinen Filmen sind nur etwa 20 erhalten geblieben.
Nach dem Filmemacher wurde der Alexander Lifka Preis benannt, welcher alljährlich beim Međunarodni filmski festival Palić verliehen wird.